# نيدين بيل
نيدين بل كان ملكًا بابليا متمردًا محتمل حاول في خريف 336 قبل الميلاد و/ أو شتاء 336-335 قبل الميلاد استعادة بابل كمملكة مستقلة وإنهاء حكم الإمبراطورية الأخمينية الفارسية في المنطقة. المرجع الوحيد المعروف الباقي الذي يشير إلى وجود حاكم بهذا الاسم في بابل هو قائمة ملوك أوروك التي تسجل حكام بابل من القرن السابع إلى القرن الثالث قبل الميلاد. في هذه القائمة، فإن حكم داريوس الثالث (حكم 336-330 قبل الميلاد)، آخر ملوك أخمينيين، يسبقه مباشرة إشارة مجزأة إلى نيدين بل.
ينقسم العلماء حول أفضل طريقة لتفسير المرجع. يرى العديد من الباحثين أنه من المحتمل أن يكون نيدين بيل شخصية تاريخية متمردة من بابل وهو قد ثار على داريوس الثالث بعد الفوضى التي أعقبت سقوط أرسيس (سلف داريوس الثالث) واغتياله. إذا كان نيدين بيل ملكًا حقيقيًا فإن قائمة ملوك أوروك تشير إلى أن نيدين بيل كان اسمًا ملكيًا، ربما افترضه الملك لتكريم سلفه نبوخذ نصر الثالث، المتمرد البابلي الذي ثار ضد الفرس في القرن السادس قبل الميلاد. قبل أن يتولى نبوخذ نصر الاسم الملكي، كان الاسم الأصلي لنبوخذ نصر الثالث هو نيدينتو بيل. قد يكون عدم ذكر نيدين بيل خارج قائمة ملوك أوروك يعود لفشل محاولة انقلابه على داريوس الثالث.
يشكك بعض الباحثين في وجود ثائر بابلي من القرن الرابع قبل الميلاد. لقد تم اقتراح أن نيدين بيل كان الاسم الملكي لارسيس في بابل ولكن هذا يبدو غير مرجح لأنه لا توجد وثائق أخرى في بلاد ما بين النهرين تشير إلى ارسيس بهذا الاسم وبسبب الاسم مشابه لـ نيدينتو بيل وهو اسم متمرد. من الممكن أيضًا أن يكون الاسم خطأ في الكتابة قصد منه الإشارة إلى نبوخذ نصر الثالث ولكن في غير محله في التسلسل الزمني للملوك من قبل الكتبة الذين وضعوا القائمة. من المحتمل أن يكون لوح آخر يحوي السجلات البابلية، يشير أيضًا إلى نيدين بيل لكن السطر ذي الصلة من النص متضرر بشدة.

## الخلفية
الإمبراطورية البابلية الجديدة كانت آخر إمبراطورية عظيمة في بلاد ما بين النهرين يحكمها ملوك من أصول محلية. أفل نجم هذه الإمبراطورية التي شكل زمنها العصر الأخير والأكثر إثارة في التاريخ البابلي عند غزو الإمبراطورية الأخمينية الفارسية لبابل تحت حكم كورش الكبير سنة 539 قبل الميلاد. لم تنهض بابل بعد الغزو وفقدت مكانتها كعاصمة وحيدة لمملكة مستقلة، ناهيك عن عاصمة إمبراطورية عظيمة. ظلت المدينة بسبب تاريخها العريق والقديم موقعًا مهمًا نظرا لتزايد عدد سكانهـا وارتفاع جدرانها الدفاعية واستمرار العبادة محلية لعدة قرون. برغم من أن المدينة أصبحت إحدى عواصم الإمبراطورية الأخمينية (إلى جانب باسارجادي وإكباتانا وسوزا)، إلا أنها احتفظت ببعض الأهمية من خلال عدم تخفيض مكانتها إلى مدينة إقليمية فقط، أدى الفتح الفارسي إلى ظهور طبقة حاكمة لم يتم استيعابها بالثقافة البابلية الأصلية فحافظت على سطوتها السياسية خارج بلاد ما بين النهرين. تضاءلت هيبة المدينة بشكل لا رجعة فيها بـسبب الحكام الجدد الغربين عن المدينة والذين لم يعولوا على أهمية بابل التاريخية.
كان البابليون مستاوون من حكامهم الجدد طوال فترة الحكم الفارسي على بابل. كان للملوك الفارسيين عواصم في أماكن أخرى من إمبراطوريتهم ونادرًا ما شاركوا في طقوس بابل التقليدية (بمعنى أنه لا يمكن الاحتفال بهذه الطقوس في شكلها التقليدي نظرًا لأن وجود الملك كان مطلوبًا عادةً) ونادرًا ما يؤدون واجباتهم التقليدية تجاه الطوائف البابلية من خلال بناء المعابد وتقديم الهدايا الدينية لآلهة المدينة. رأى البابليون ان حكامهم الجدد فشلوا في أداء واجباتهم كملوك وبالتالي لا يتمتعون بالتأييد الإلهي الضروري ليعتبروا ملوكًا حقيقيين لبابل. بناءا على ذلك ثارت بابل عدة مرات ضد الحكم الفارسي في محاولة لاستعادة استقلالها على الرغم من اقتصار الثورات المعروفة (باستثناء ثورة نيدين يبل) على الفترة الفارسية المبكرة. واجه الملك الفارسي داريوس الأول (522-486 قبل الميلاد) تمردات نبوخذ نصر الثالث (522 قبل الميلاد) ونبوخذ نصر الرابع (521 قبل الميلاد) وكلاهما ادعى أنهما من أبناء نابونيدوس، آخر ملوك بابل المستقلين. ابن وخليفة داريوس الأول، خشايارشا الأول (486-465 قبل الميلاد)، واجه أيضًا ثورتين بابليتين، انتفاضتين معاصرتين في 484 قبل الميلاد بقيادة المتمردين بلشيماني وشماش اريبا. أدت الثورات ضد خشايارشا على وجه الخصوص إلى انتقام الفرس من البابليين. والجدير بالذكر أن خشايارشا قسّم المزربانية البابلية الكبيرة سابقًا إلى وحدات ادارية أصغر ونكل بـأبرز عائلات بابل، التي تنتهي جميع سجلاتها الأرشيفية المحفوظة سنة 484 قبل الميلاد. وفقًا للكتاب القدامى مثل المؤرخ اليوناني هيرودوت، دمر خشايارشا تحصينات بابل وألحق أضرارًا بالمعابد في المدينة.

## دلائل تاريخية

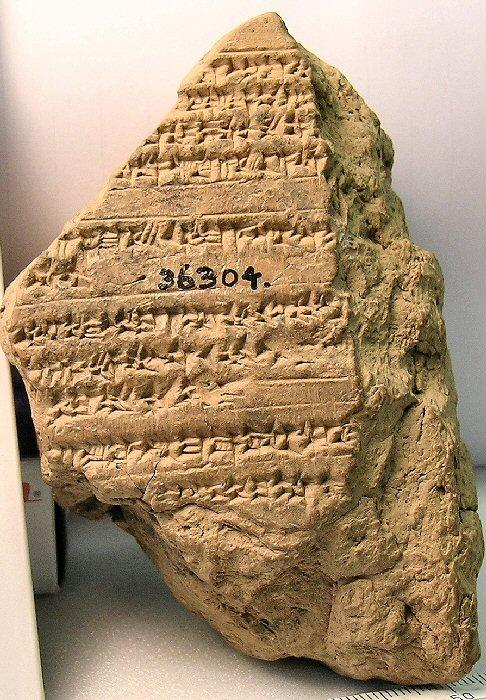
الجانب الخلفي للوحة BCHP 1 والذي قد يحتوي على إشارة مجزأة نيدين بيل.

في بلاد ما بين النهرين القديمة، تم استخدام قوائم الملوك لسرد تسلسل ومدة حكمهم. تباينت بنية ومستوى تفاصيل من قائمة إلى قائمة وكانت الأهداف غالبًا ليست تاريخية فحسب بل سياسية أيضًا. على سبيل المثال قوائم الملوك الآشورية تسجل عادة نسب الملوك الآشوريين بقدر كبير من التفصيلبما ان صلة الدم كانت دليل شرعية الملك. على الرغم من ندرة وجودها في الفترات السابقة إلا أن هناك أمثلة باقية لقوائم ملوك بلاد ما بين النهرين مكتوبة في القرون التي تلت سقوط الإمبراطورية البابلية الجديدة. المثال الرئيسي لقائمة تتعلق بالفترة الفارسية هو قائمة ملك أوروك (IM 65066، والمعروفة أيضًا باسم قائمة الملك 5)، والتي تسجل حكام بابل من شمش شوم أوكين (668-648 قبل الميلاد) حتى حكم الملك السلوقي سلوقس الثاني (246-225 قبل الميلاد). اللوح الذي يحتوي على القائمة مجزأ إذ يسجل أول ثلاثة حكام فارسيين (كورش وقمبيز وداريوس الأول)، مع عدم استئناف أسماء الملوك التالين حتى السطر الذي يسجل اسم داريوس الثالث (336-330 قبل الميلاد). يسبق سطر داريوس الثالث مباشرة سطر نص تالف يمكن قراءته كـ "[... ša M ] U šá-nu-ú m Ni-din- d E [ N ]"، تمت ترجمته كـ «[اسم ملكي] (واسمه الثاني) Nidin- dBêl».  الخط التالف في قائمة ملوك أوروك هو المرجع الوحيد المعروف الباقي لملك اسمه نيدين بيل.
كُتب اللوح BCHP 1 (المعروف أيضًاتحت اسم BM 36304 أو ABC 8 أوالسجلات البابلية) في بابل خلال الفترة الهلنستية (بعد غزو الإسكندر الأكبر للإمبراطورية الفارسية) ويسجل الأحداث من عهدي داريوس الثالث والإسكندر. تعرض اللوح لأضرار بالغة لكن السطر 14 المتشظي (الذي لم يتضح معناه لكونه غير مكتمل) ينتهي بـ «[...] - بيل، ابنه، إلى منصب المرزبان». يعتقد Jona Lendering أن ذا الرقم الذي انتهى اسمه بـ «بيل» قد يكون نيدين بيل. لم تكن الأسماء المنتهية ببيل نادرة في بابل، ومع ذلك، فقد تم تسجيل عدة مئات من الأفراد يحملون هذه اللاحقة من الفترة البابلية الجديدة وحدها.

## التفسير
كان أرتحشستا الرابع (المعروف أيضًا باسم ارسيس - حكم 338-336 قبل الميلاد) سلف داريوس الثالث. يوهانس فان دايك اقترح في عام 1962 أن نيدين-بيل كان اسم ملكي يستخدمه ارتحششتا الرابع في بابل، ولكن هذه الفرضية لا يمكن إثباتها اذ أنه لا يوجد مصادر أخرى في اللغة الأكادية تشير إليه بهذا الاسم، بدلا من ذلك تمت الإشارة له من خلال الاسم Artakšatsu. العديد من الباحثين، بما في ذلك أ. ليو أوبنهايم، ماثيو ستولبر ويزدان صفائي خلصوا إلى أنه من غير المحتمل ان يكون نيدين بيل هو اسم ارتحشستا البابلي. أشار أوبنهايم إلى أنه من غير المحتمل بشكل خاص لأن الاسم يشبه إلى حد كبير نيدينتو بيل وهو الاسم الأصلي للمتمرد البابلي المعادي للفارسيين في القرن السادس نبوخذ نصر الثالث.
إذا لم يكن نيدين بيل هو ارتحشستا، فمن المحتمل أنه كان متمردًا بابليًا. اعتبر أوبنهايم أنه من «المحتمل تمامًا» أن يكون السطر في قائمة ملوك أوروك «دليلًا على مغتصب بابلي آخر للحكم الأخميني الذي سبقت فترة حكمه القصيرة حكم داريوس الثالث». أما بوسوورث مؤلف كتاب تاريخ عام 1988 عن عهد الإسكندر الأكبر، رأى ان هناك احتمالًا قويًا أن يكون نيدين بيل هو ملك بابلي ثائر ضد داريوس الثالث. أشار ستولبر إلى أنه من الممكن أن يكون نيدين بيل «مغتصبًا محليًا غير مسجل بخلاف ذلك تولى السلطة في بابل خلال الفترة غير المستقرة للاغتيالات التي جلبت داريوس الثالث إلى العرش» ولكنه أشار أيضًا إلى أن ممكن أيضا أن ندين بل كان هو ذاته نبوخذ نصر الثالث ولكن سجل اسمه بفي غير محله في التسلسل الزمني للملوك من قبل كتبة العصور اللاحقة. كتبت املي كوهرت في عام 2007 أنه لا يوجد دليل يدعم وجود نيدين بيل كمتمرد في عهد داريوس الثالث وأن خطأ كتابيا قد يكون تفسيرًا أكثر ترجيحًا. المتمردون من عهد داريوس الأول، نبوخذ نصر الثالث ونبوخذ نصر الرابع، غائبون بشكل واضح في قائمة أوروك للملوك. اعتبتر كوهرت أنه من المعقول أن يكون اسم نيدين بيل قد ارتبط ببساطة مع داريوس الخطأ من قبل الكتبة الذين وضعوا القائمة. لم يعتبر صفائي أن هذا الاستنتاج مرضٍ، مشيرًا إلى أن عدم وجود أدلة على نيدين بيل خارج قائمة لملوك أوروك يمكن أن يُعزى إلى الوضع السياسي غير المستقر في ذلك الوقت وأن داريوس الثالث ربما يكون قد سحق المتمردين سريعًا بعد توطيد حكمه، حتى لا يبقى أي أثر للثورة في مصادر أخرى.
اغتيل أرتحشستا الرابع عام 336 قبل الميلاد، مما جعل الإمبراطورية تمر بفترة من الفوضى. هذا الانتقال المضطرب للسلطة من ارتحشستا الرابع إلى داريوس الثالث يترك مساحة كافية لثورة بابلية لم تدم طويلًا وكان هناك المزيد من الانتفاضات المعاصرة المسجلة جيدًا في الإمبراطورية الفارسية؛ على وجه الخصوص، كانت مصر في ثورة مفتوحة تحت قيادة فرعون خباباش. داريوس الثالث نفسه كان في الأصل مرزبان أرمينيا، وتولى العرش بعد أن كان في ثورة مفتوحة ضد أرتحشستا الرابع. تأريخ حكم نيدين ممكن من خلال المعلومات الموجودة في قائمة الملك. تذكر لائحة الملوك أن داريوس الثالث حكم لمدة خمس سنوات. نظرًا لأن داريوس الثالث كان يسيطر على المدينة في عام 335 قبل الميلاد، فإن تمرد نيدين بل وحكمه القصير على بابل، إذا كان حقيقة تاريخية، يجب أن يكون قد حدث في خريف عام 336 قبل الميلاد و/ أو في الشتاء اللاحق من 336/335 قبل الميلاد.
كما يشير نص قائمة الملوك، يبدو أن نيدين بيل وقد يكون تحريفا خاطئا أو عاميًا لاسم نيدنتو بيل. إذا كان نيدين بيل متمردًا بابليًا حقيقيًا فقد يكون قد اتخذ الاسم تكريماً لتمرد نبوخذ نصر الثالث ضد الفارسيين قبل ما يقرب من مائتي عام. فسر صفائي اختيار الاسم على أنه متمرد مشيرًا إلى أنه ينوي إنهاء عمل سلفه القديم في الإطاحة بالحكم الفارسي لبابل. إذا كان هذا هو الحال، فقد اتبع نيدين بيل خطا خطى سلفه من خلال اختيار اسم له أهمية تاريخية (اختار نيدينتيو بيل وهو الأصلي اسم نبوخذنصر).

## استشهادات
1. ↑  Hanish 2008.
2. 1 2 3 4  Nielsen 2015.
3. ↑  Zaia 2019.
4. ↑  Lendering 1998.
5. ↑  Waerzeggers 2018.
6. ↑  Dandamaev 1989.
7. ↑  Waerzeggers 2018b.
8. ↑  Dandamaev 1993.
9. 1 2 3 4 5 6  Lendering 2004.
10. 1 2  BCHP 1.
11. 1 2 3 4 5 6 7 8 9  Oppenheim 1985.
12. ↑  Parker 2011.
13. 1 2 3  Lendering 2005.
14. 1 2 3 4 5 6 7 8  Safaee 2017.
15. ↑  Bertin 1891.
16. ↑  Bosworth 1988.
17. ↑  Lendering 2001.

### استشهاد ببليوغرافيا
- مراجعBertin، G. (1891). "Babylonian Chronology and History". Transactions of the Royal Historical Society. ج. 5: 1–52. DOI:10.2307/3678045. JSTOR:3678045. مؤرشف من الأصل في 2020-11-15.{{استشهاد بدورية محكمة}}:  صيانة الاستشهاد: ref duplicates default (link)
- Bosworth، A. B. (2001) [1988]. Conquest and Empire: The Reign of Alexander the Great. Cambridge University Press. ISBN:0-521-40679-X. مؤرشف من الأصل في 2021-04-03.
- Buccellati، Giorgio (1997). "Akkadian" (PDF). في Hetzron (المحرر). The Semitic Languages. Routledge. ISBN:978-0415057677.{{استشهاد بكتاب}}:  صيانة الاستشهاد: ref duplicates default (link)
- Dandamaev، Muhammad A. (1989). A Political History of the Achaemenid Empire. BRILL. ISBN:978-9004091726. مؤرشف من الأصل في 2021-04-03.{{استشهاد بكتاب}}:  صيانة الاستشهاد: ref duplicates default (link)
- Hanish، Shak (2008). "The Chaldean Assyrian Syriac people of Iraq: an ethnic identity problem". Digest of Middle East Studies. ج. 17 ع. 1: 32–47. DOI:10.1111/j.1949-3606.2008.tb00145.x. مؤرشف من الأصل في 2020-08-05. {{استشهاد بدورية محكمة}}: الوسيط غير المعروف |A240186433&sid= تم تجاهله (مساعدة)صيانة الاستشهاد: ref duplicates default (link)
- Nielsen، John P. (2015). ""I Overwhelmed the King of Elam": Remembering Nebuchadnezzar I in Persian Babylonia". في Silverman؛ Waerzeggers (المحررون). Political Memory in and After the Persian Empire. SBL Press. ISBN:978-0884140894.{{استشهاد بكتاب}}:  صيانة الاستشهاد: ref duplicates default (link)
- Oppenheim، A. Leo (2003) [1985]. "The Babylonian Evidence of Achaemenian Rule in Mesopotamia". في Gershevitch (المحرر). The Cambridge History of Iran: Volume 2: The Median and Achaemenian Periods. Cambridge University Press. ISBN:0-521-20091-1.
- Parker، Bradley J. (2011). "The Construction and Performance of Kingship in the Neo-Assyrian Empire". Journal of Anthropological Research. ج. 67 ع. 3: 357–386. DOI:10.3998/jar.0521004.0067.303. ISSN:0091-7710. JSTOR:41303323.{{استشهاد بدورية محكمة}}:  صيانة الاستشهاد: ref duplicates default (link)
- Safaee، Yazdan (2017). "A Local Revolt in Babylonia during the Reign of Darius III". Dabir. ج. 1 ع. 4: 51–56. مؤرشف من الأصل في 2021-04-03.{{استشهاد بدورية محكمة}}:  صيانة الاستشهاد: ref duplicates default (link)
- Waerzeggers، Caroline (2018). "Introduction: Debating Xerxes' Rule in Babylonia". في Waerzeggers؛ Seire (المحررون). Xerxes and Babylonia: The Cuneiform Evidence (PDF). Peeters Publishers. ISBN:978-90-429-3670-6. مؤرشف من الأصل (PDF) في 2020-12-09.{{استشهاد بكتاب}}:  صيانة الاستشهاد: ref duplicates default (link)
- Waerzeggers، Caroline (2018). "The Network of Resistance: Archives and Political Action in Babylonia Before 484 BCE". في Waerzeggers؛ Seire (المحررون). Xerxes and Babylonia: The Cuneiform Evidence (PDF). Peeters Publishers. ISBN:978-90-429-3670-6. مؤرشف من الأصل (PDF) في 2020-12-09.
- Zaia، Shana (2019). "Going Native: Šamaš-šuma-ukīn, Assyrian King of Babylon". IRAQ. ج. 81: 247–268. DOI:10.1017/irq.2019.1. مؤرشف من الأصل في 2022-12-01.{{استشهاد بدورية محكمة}}:  صيانة الاستشهاد: ref duplicates default (link)